# Hylophila lanceolata
Hylophila lanceolata är en orkidéart som först beskrevs av Carl Ludwig von Blume, och fick sitt nu gällande namn av Friedrich Anton Wilhelm Miquel. Hylophila lanceolata ingår i släktet Hylophila och familjen orkidéer. Inga underarter finns listade i Catalogue of Life.